# Søren Pind
Søren Pind (ur. 20 listopada 1969 w Herning) – duński polityk i prawnik, minister w różnych resortach, deputowany do Folketingetu.

## Życiorys
W 1997 ukończył studia prawnicze na Uniwersytecie Kopenhaskim. Od 1999 do 2005 był asystentem na tej uczelni, prowadząc zajęcia z prawa konstytucyjnego.
Od połowy lat 80. zaangażowany w działalność młodzieżowych organizacji liberalnych. W 1994 został radnym Kopenhagi, w latach 1998–2005 był członkiem miejskiej egzekutywy. Wchodził w skład władz spółek prawa handlowego, w tym Portu Kopenhaga.
W 2005 po raz pierwszy uzyskał mandat posła do duńskiego parlamentu z listy liberalnej partii Venstre. Z powodzeniem ubiegał się o reelekcję w 2007, 2011 i 2015.
23 lutego 2010 w ramach dokonanej rekonstrukcji rządu premier Lars Løkke Rasmussen powierzył mu stanowisko ministra ds. współpracy na rzecz rozwoju (w miejsce Ulli Tørnæs). 8 marca 2011 został również ministrem ds. uchodźców, imigrantów i integracji. Zakończył urzędowanie 3 października 2011. Gdy 28 czerwca 2015 Lars Løkke Rasmussen ponownie stanął na czele rządu, powołał Sørena Pinda na urząd ministra sprawiedliwości. 28 listopada 2016 w trzecim gabinecie tego premiera przeszedł na stanowisko ministra szkolnictwa wyższego i nauki. Zakończył urzędowanie 2 maja 2018.

## Odznaczenia
W 2015 otrzymał francuską Legię Honorową V klasy, w 2015 został odznaczony krzyżem kawalerskim, a w 2017 – krzyżem komandorskim Orderu Danebroga.